# Henry Andrew Francken
Pour les articles homonymes, voir Franken (homonymie).
Henry Andrew Francken, né vers 1720, probablement aux Provinces-Unies et mort à Kingston (Jamaïque) en 1795, exerça différents métiers, principalement aux Antilles. Il est surtout connu pour le rôle central qu'il joua en franc-maçonnerie dans la genèse du Rite écossais ancien et accepté.

## Biographie
Francken arrive à la Jamaïque en février 1757. Naturalisé anglais l'année suivante, il exerce diverses fonctions à la cour de la vice-amirauté. Il y est nommé en 1765 interprète pour le néerlandais et l'anglais. Il séjourne ensuite deux ans en Amérique du Nord, arrivant à New York en 1767, avant de revenir à la Jamaïque, où il devient inspecteur des douanes. Son poste ayant été supprimé en 1790, il se retrouve ruiné, forcé de vendre tous ses biens et de recourir à l'aide de ses amis. En 1794, il est nommé juge adjoint au tribunal de Port-Royal et en 1795, année de sa mort, commissaire auprès de la cour suprême de Kingston et de Port-Royal .

## Les «manuscrits Francken»
Pendant son séjour en Amérique du Nord, Francken fonda le 11 janvier 1768, à Albany (New York), une loge de perfection dont les premiers procès-verbaux existent toujours. Il remit à cette occasion aux fondateurs une patente indiquant qu'il agissait en vertu d'un pouvoir qui lui avait été conféré par Étienne Morin. Le 6 décembre 1768, il délivra à Moses Michaël Hays le pouvoir de constituer d'autres sortes de loges de hauts grades. C'est à partir de ces transmissions que se diffusèrent en Amérique du Nord les grades qui allaient donner naissance, à Charleston (Caroline du Sud), en 1801, au Rite écossais ancien et accepté.
Lorsqu'Étienne Morin constitua à Kingston, le 30 avril 1770, un Grand chapitre de « Princes du royal secret », Francken en fut l'un des fondateurs. Peu de temps après, il envoya en Amérique du Nord des statuts et règlements des loges de perfection. Le 30 août 1771, il termina un manuscrit contenant les rituels du 15e au 25e degré de l'Ordre du royal secret qui fut redécouvert à Londres en 1976. Il rédigea par la suite deux autres manuscrits, contenant tous les grades du 4e au 25e, qui furent retrouvés respectivement en 1935 et en 1970.
Ces différents manuscrits constituent aujourd'hui une source très précieuse pour l'histoire des rites de la franc-maçonnerie en général et particulièrement dans la genèse du Rite écossais ancien accepté. En 2015, il existe quatre exemplaires connus des manuscrits
- Le plus ancien est daté de 1771 et signé de la main de Francken en tant que « Prince du Royal Secret ». Ce manuscrit est incomplet et ne présente que les grades du 15e au 25e degré, il appartient au Suprême Conseil d'Angleterre. Cet exemplaire a été fortement endommagé par le temps.
- Le deuxième également de la main de Francken est de 1783, il expose les 22 degrés du rite du 4e au 25e. Redécouvert dans les archives de la Grande Loge du Massachusetts, il est remis en 1935 au Suprême Conseil de la Juridiction Nord des États-Unis.
- Le troisième exemplaire n'est pas daté, il est retrouvé dans les archives de la Grande Loge provinciale du Lancashire en 1970 et remis à la Grande Loge unie d’Angleterre, il est proche du manuscrit de 1771 sans qu'il soit avéré que Francken en soit le rédacteur dans sa totalité.
- Le quatrième et dernier manuscrit est celui dit : « Lahore » (Pakistan). Ce texte appartenant à un maçon écossais d'Édimbourg au XIXe siècle, se retrouve dans la bibliothèque de la Grande Loge provinciale du Pendjab, avant d'appartenir à des collectionneurs privés. C'est le manuscrit le mieux préservé.

Les manuscrits ont été réunis pour la première fois, les 29 et 30 mai 2015 au sein du Musée de la franc-maçonnerie pour deux journées d'études par plusieurs spécialistes et pour exposition au public.

### Ressources bibliographiques
- Alain Bernheim, Encyclopédie de la franc-maçonnerie, Le Livre de Poche, 2008 (ISBN 978-2-253-13032-1)article « Francken, Henry Andrew »